# Ottavio Bianchi
Ottavio Bianchi (* 6. Oktober 1943 in Brescia) ist ein ehemaliger italienischer Fußballspieler und -trainer.

## Spielerkarriere

### Im Verein
Bianchi spielte in der Jugend für den Verein seiner Heimatstadt, Brescia Calcio. In der Saison 1960/61 gab er mit 17 Jahren sein Debüt in der Profimannschaft, die damals in der Serie B spielte und stark abstiegsbedroht war. Doch in den nächsten Jahren erreichte er mit der Mannschaft nur noch einstellige Tabellenplätze und stieg mit ihr in der Saison 1964/65 sogar in die Serie A auf. Nachdem der Verein aufgestiegen war, blieb er noch eine Saison dort, ehe er zur SSC Neapel wechselte. Dort wurde er in seiner ersten Saison Vierter der Serie A und bestritt mit der Mannschaft seine ersten internationalen Spiele, da der Verein in der Saison 1966/67 erstmals am Messestädte-Pokal teilnahm. In der darauf folgenden Saison wurde er mit Neapel sogar Vizemeister hinter der AC Mailand. Da Neapel aber finanzielle Schwierigkeiten hatte, mussten wichtige Leistungsträger abgegeben werden und die Mannschaft wurde personell geschwächt. Daher erreichte er mit Neapel in der Liga nur noch die mittleren Tabellenplätze. In der Saison 1969/70 machte die Mannschaft dennoch international auf sich aufmerksam, da sie das Endspiel des Englisch-italienische Pokalwettbewerbs erreichte und dort gegen Swindon Town 0:3 unterlag. In seiner letzten Saison spielte das Team noch einmal um die Meisterschaft und wurde am Ende dritter. Von Neapel wechselte er zum Liganeuling Atalanta Bergamo. Dort blieb er für zwei Spielzeiten und verließ den Verein dann nach dem erneuten Abstieg in die Zweitklassigkeit. Danach wechselte er zum AC Mailand und spielte mit der Mannschaft eine gute Hinrunde. Aber in der Rückrunde enttäuschte die Mannschaft und wurde am Ende nur Siebter in der Liga, erreichte aber das Finale des Europapokal der Pokalsieger. Das Finale verlor Mailand 0:2 gegen den 1. FC Magdeburg. Bianchi verließ Mailand nach einer Saison, da er hinter den Erwartungen zurückblieb. Es folgte ein kurzes Intermezzo bei Cagliari Calcio in der Serie A. Auf Sardinien verbrachte er nur ein Jahr und ließ dann seine aktive Karriere bei SPAL Ferrara ausklingen.

### In Nationalmannschaft
Während seiner Zeit beim SSC Neapel wurde Bianchi zusammen mit Antonio Juliano 1966 erstmals für die Nationalmannschaft nominiert. In seinem ersten Spiel gegen die Sowjetunion spielte er von Beginn und wurde in der 76. Minute für Spartaco Landini ausgewechselt. Sein zweites und letztes Länderspiel bestritt er vor heimischer Kulisse im Stadio San Paolo und gewann gegen Rumänien 3:1. Nach diesen beiden Freundschaftsspielen wurde er von Nationaltrainer Ferruccio Valcareggi nicht mehr berücksichtigt.

## Trainerkarriere
Seine Trainerkarriere begann Bianchi in der Saison 1976/77, als er bei SPAL Ferrara zum Spielertrainer ernannt wurde. Nachdem Bianchi mit dem Verein am Ende der Saison abgestiegen war, verließ er den Verein und beendete zudem seine aktive Karriere. Sein erstes Amt als Trainer erhielt er bei der AC Siena in der Serie C2. Bei dem Verein blieb er eine Saison und wurde am Ende zwölfter. Danach ging er in die Serie C zur AC Mantova, wo er ebenfalls nur eine Saison blieb, ehe er zum Ligakonkurrenten US Triestina wechselte. Dort wurde er Vierter in der Tabelle und erreichte somit sein bisher bestes Ergebnis als Trainer. Dennoch verließ er auch diesen Verein nach nur einer Saison und wechselte zu Atalanta Bergamo, die ebenfalls in der Serie C spielten. Bianchi führte den Klub direkt in seiner ersten Saison in die Serie B und feierte somit seinen ersten großen Erfolg. In der Serie B landete das Team auf dem achten Platz und Bianchi wurde nach der Saison durch Nedo Sonetti ersetzt. Zur neuen Saison hatte Bianchi zunächst keinen neuen Klub gefunden, ehe er nach der Entlassung von Fernando Veneranda beim US Avellino unterschrieb. Bianchi rettete den Klub vor dem Abstieg in die Serie B, wurde am Ende der Saison dennoch durch Antonio Angelillo ersetzt. Aber durch die Rettung Avellinos hatte er Aufmerksamkeit erregt und wurde daher von Como Calcio verpflichtet, die er auf den elften Platz in der Serie A führte. Zu Beginn der neuen Saison wurde er vom SSC Neapel verpflichtet, wo er auch schon als Spieler aktiv war. In seiner ersten Saison führte er das Team auf den dritten Platz. In der darauf folgenden Saison holte er mit der Mannschaft um Superstar Diego Maradona das Double und holte somit auch die erste Meisterschaft in der Vereinsgeschichte nach Neapel. Durch den Gewinn der Meisterschaft hatten die Neapolitaner sich für den Europapokal der Landesmeister qualifiziert. Aber die Mannschaft scheiterte in der ersten Runde am Starensemble von Real Madrid. In der Liga war das Team Zweiter geworden und nahm daher in der nächsten Saison am UEFA-Pokal teil. Die Mannschaft erreichte im UEFA-Pokal nach Siegen gegen Juventus Turin und den FC Bayern München das Finale. Dieses gewann Neapel nach Hin- und Rückspiel gegen den VfB Stuttgart mit einem Ergebnis von 5:4. Nach den großen internationalen Erfolgen legte Bianchi sein Amt beim SSC Neapel nieder und ging nach einer Saison Pause zur AS Rom, wohin im auch Andrea Carnevale folgte, den er bereits in Neapel trainierte. Dort gewann er direkt in seiner ersten Saison die Coppa Italia und erreichte das UEFA-Pokal Finale, welches gegen Inter Mailand verloren ging. Doch in der nächsten lief es nicht mehr so gut und Bianchi verließ den Verein. Während der nächsten Saison ersetzte er dann in Neapel Claudio Ranieri der mit der Mannschaft in Abstiegsgefahr geraten war. Am Saisonende erreichte er mit der Mannschaft immerhin den elften Platz und hielt somit die Klasse. Sein nächstes Engagement folgte ein Jahr später, als er bei Inter Mailand den Trainerposten übernahm. Nach einer durchwachsenen ersten Saison wurde er in der zweiten relativ schnell, auf Grund von Misserfolgen, durch Luis Suárez ersetzt. Danach beendete er seine Trainerkarriere und wurde 2002 Sportdirektor beim AC Florenz. Da der Verein aber in dieser Saison in starke Abstiegsgefahr geriet, musste Bianchi doch noch einmal auf die Trainerbank und übernahm somit den Posten von Roberto Mancini. Doch auch er konnte den Abstieg nicht verhindern und legte danach seine Ämter in Florenz nieder.

## Erfolge
- Italienische Meisterschaft: 1986/87
- Coppa Italia: 1986/87, 1990/91
- UEFA-Pokal: 1988/89